# Auricularia polytricha
Auricularia polytricha (Mont.) Sacc. é uma espécie de fungo comestível pertencente à família Auriculariaceae. Apresenta consistência gelatinosa e coloração castanho-acinzentada. A espécie é sapróbia, com distribuição natural nas florestas húmidas da região subtropical do sul da Ásia. É frequentemente usado na cozinha asiática.

## Terminologia
A espécie é conhecida em chinês simplificado: 云耳, pinyin: yún'ěr, lit. "orelha de nuvem"), chinês simplificado: 毛木耳, pinyin: máomù'ěr, lit. "orelha peluda da madeira"), or 木耳 (pinyin: mù'ěr, lit. "orelha da madeira" ou "orelha de árvore") e em japonês por arage kikurage (キクラゲ, lit. "medusa de árvore"). Recebe teambém a designação de fungo negro (embora não tenha qualquer relação com o grupo conhecido por fungos-negros), cogumelo negro chinês, cogumelo orelha de madeira ou cogumelo orelha, alusões à sua forma vagamente semelhante a uma orelha humana. Na Europa, é frequentemente confundido com a espécie Auricularia auricula-judae, uma espécie estreitamente aparentada com a qual apresenta grande semelhança morfológica. No Hawaii, a espécie é conhecida por pepeiao, palavra que significa orelha.  No Sueste da Ásia é conhecida por bok née no inglês local (derivado do hokkien 木耳 bo̍k-ní) e é usado na confecçção da salada kerabu bok nee.  Nas Filipinas, é designado por tenga ng daga, o que significa "orelhas de rato" ddevido à sua aparência.

## Descrição
Corpo frutificante de forma ressupinada ou pileada, elástico e com consistência gelatinosa, ligado à estrutura basal por um pedúnculo lateral geralmente muito curto e solto. Superfície estéril de coloração escura castanho-amarelada a castanho-escuro, com faixas castanho-acinzentadas e pelos sedosos. O himénio é liso, por vezes enrugado, castanho pálido a castanho-escuro, por vezes enegrecido e com uma bordadura esbranquiçada. Pêlos com paredes espessas, até 0,6 mm de comprimento. Os basídios são cilíndricos, hialinos, 3-septados, 46-60 × 4-5,5 μm com 1-3 sterigmata laterais; sterigmata 9-15 × 1,5-12 μm. Esporos hialinos, reniformes a alantoides, 13-16 × 4-5,5 μm, gutulados.
Auricularia polytricha tem uma distribuição natural alargada nas florestas húmidas dos Gates, Índia. A espécie ocorre em aglomerados instalados sobre madeira em apodrecimento, em ramos e troncos de árvores.

## Usos
Auricularia polytricha é geralmente recolhida e seca ao sol, sendo vendida em seco. A sua utilização inicia-se pela hidratação, o que é feito por demolha. Apesar de ser quase insípido após hidratada, estes cogumelhos são apreciados pela sua textura escorregadia mas ligeiramente crocante, que persistem após cozedura, e pela sua fama de ter propriedades medicinais, incluindo as propriedades anticoagulantes que lhe foram recentemente atribuídas.
Pode ser eficaz na redução do colesterol LDL no sangue e formação de placas ateroscleróticas na aorta,como demonstrado em estudos realizados com coelhos.

## Espécies relacionadas
- Auricularia auricula-judae, é uam espécie estreitamente aparentada, também usada na culinária asiática,que pode ser usada como um sucedâneo aceitável em culinária.[4]
- Tremella fuciformis, outro cogumelo comestível que apresenta semelhanças superficiais com A. polytricha e propriedades culinárias semelhantes. A espécie é um parasita dos fungos da classe  Tremellomycetes.